# 徳島県道39号徳島鳴門線
徳島県道39号徳島鳴門線（とくしまけんどう39ごう とくしまなるとせん）は、徳島県徳島市北常三島町から鳴門市大麻町へ至る県道（主要地方道）である。

## 概要
徳島市民病院から南西にある交差点（国道11号交点）を起点に西へ進む。その後、徳島県道30号徳島鴨島線の交点まで進むと北へ曲がって吉野川を渡りそのまま徳島県道14号松茂吉野線の交点まで北進する。合流してすぐの交差点を左折すると、そのまま北の方角を目指して旧吉野川を渡る。そのまま、徳島県道12号鳴門池田線の交点で終点となる。
徳島市と板野郡北島町を結ぶ幹線道路である。沿線には四国大学もあり、交通量は多い方である。

### 路線データ
- 起点：徳島県徳島市北常三島町（国道11号交点）
- 終点：徳島県鳴門市大麻町姫田（徳島県道12号鳴門池田線交点）
- 経由地：板野郡北島町
- 距離：9.447 km（平成22年徳島県道路現況調書）

## 歴史
- 1972年3月10日 - 徳島県道223号 姫田鯛浜線として認定[要出典]
- 1978年5月26日 - バイパスの完成に伴い国道11号を徳島県道130号 徳島松茂線に降格[要出典]
- 1993年（平成5年）5月11日 - 建設省から、県道徳島松茂線の一部・県道姫田鯛浜線が徳島鳴門線として主要地方道に指定される[1]。
- 1994年4月1日 - これらの路線（130号は一部）が徳島県道39号 徳島鳴門線として認定。[要出典]

## 路線状況

### 重複区間
- 徳島県道29号徳島環状線（徳島市応神町 - 板野郡北島町鯛浜）
- 徳島県道14号松茂吉野線（板野郡北島町江尻 地内）

### 橋
- 吉野川橋（吉野川）
- 鯛浜橋（今切川）
- 牛屋島大橋（旧吉野川）

## 地理

### 通過する自治体
- 徳島市
- 板野郡北島町
- 鳴門市

### 交差する道路
- 国道11号（国道28号 重複）（徳島市北常三島町、起点）
- 徳島県道30号徳島鴨島線 田宮街道・徳鴨バイパス（徳島市吉野本町）
- 徳島県道15号徳島吉野線（徳島市上助任町）
- 徳島県道137号土成徳島線・徳島県道219号古川長原港線（徳島市応神町古川）
- 徳島県道29号徳島環状線・徳島県道221号富吉久木線（徳島市応神町）
- 徳島県道302号鯛浜中村線（板野郡北島町鯛浜）
- 徳島県道29号徳島環状線（板野郡北島町鯛浜）
- 徳島県道14号松茂吉野線・徳島県道188号今切港線（板野郡北島町江尻）
- 徳島県道14号松茂吉野線（板野郡北島町江尻）
- 徳島県道226号津慈広島線（鳴門市大麻町牛屋島）
- 徳島県道12号鳴門池田線（鳴門市大麻町姫田、終点）

### 沿線にある施設など
- 徳島市民吉野川運動広場
- 四国大学
- 日清紡績
- 東亜合成

## ギャラリー

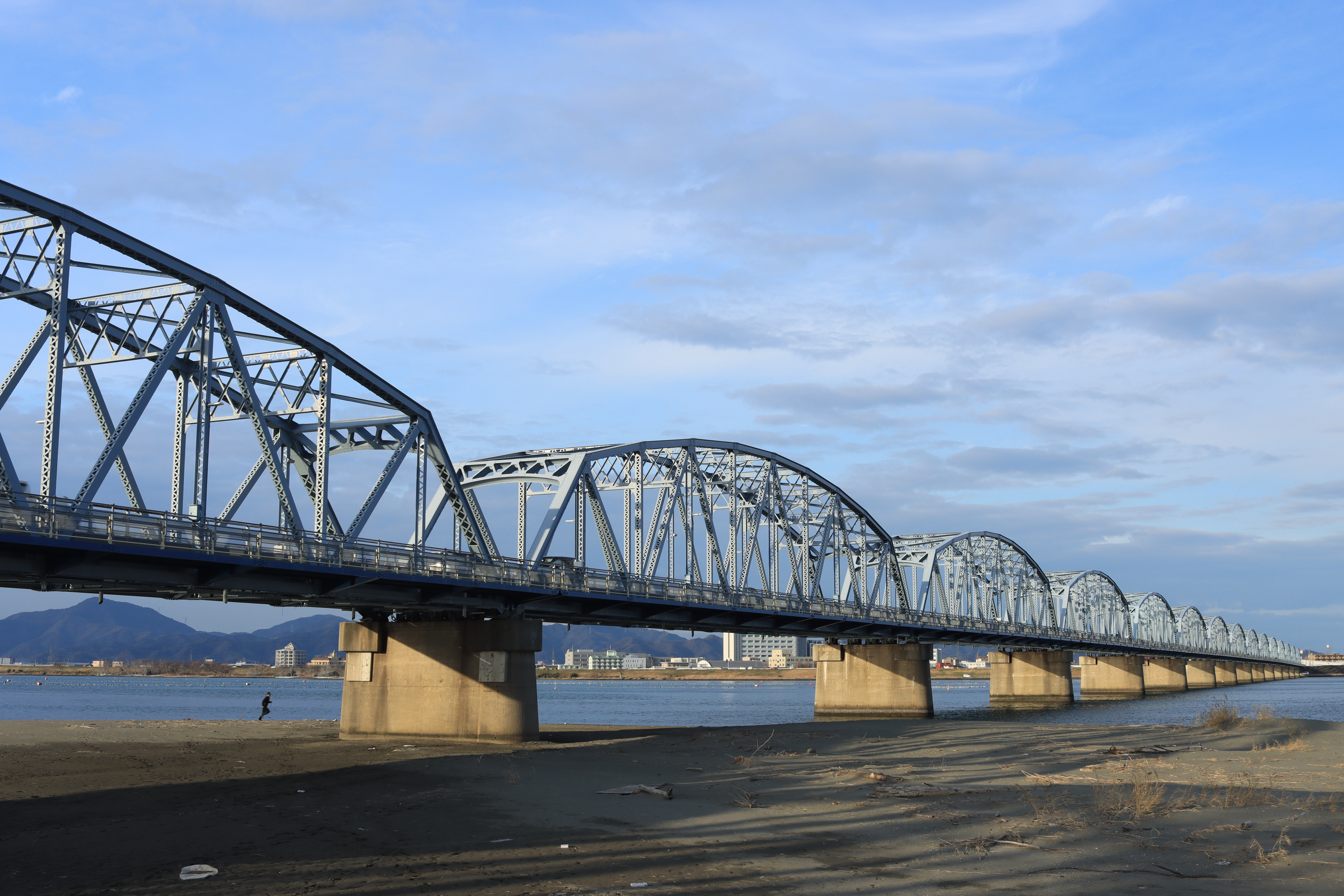
吉野川橋
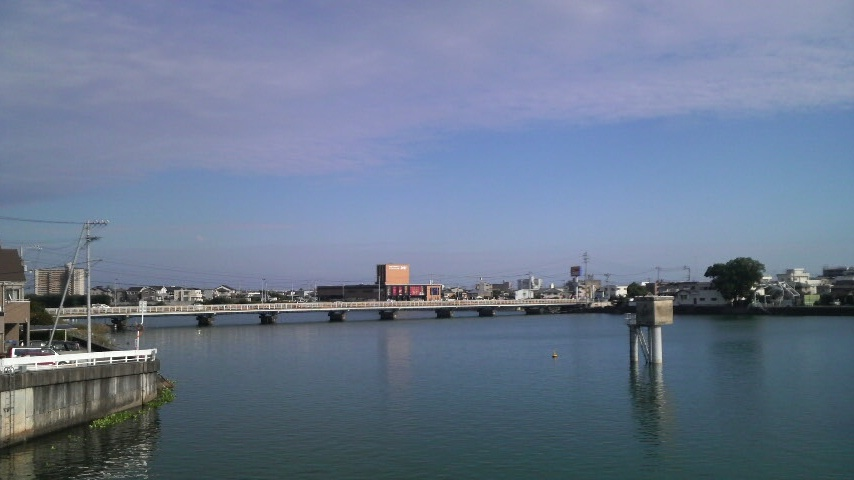
鯛浜橋
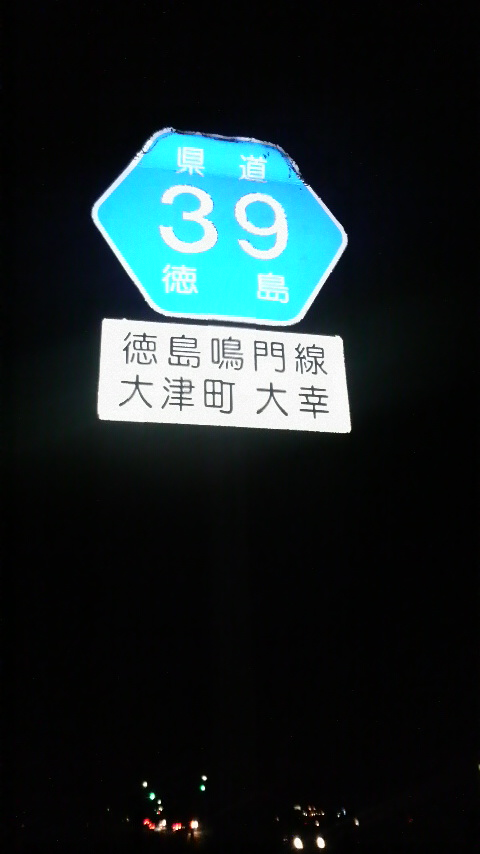
県道標識（鳴門市大津町大幸字小分）